# آبشش‌دهان نیزکی
آبشش‌دهان نیزکی (نام علمی: Branchiostoma lanceolatum) نام یک گونه از سرده آبشش‌دهان است.